# Kozia Ulica (Chełmce)
Kozia Ulica – część wsi Chełmce położona w województwie kujawsko-pomorskim w powiecie inowrocławskim w gminie Kruszwica.

## Podział administracyjny
W latach 1975–1998 Kozia Ulica administracyjnie należała do województwa bydgoskiego.